# Boyd Coddington
Pour les articles homonymes, voir Coddington.
Boyd Coddington, né le 28 août 1944, et mort le 27 février 2008 des suites d'une intervention chirurgicale, est un créateur de hot rods.
Il est la figure la plus connue du monde du hot rodding, qu'il a révolutionné. Sa silhouette de grand barbu californien continuellement vêtu d'une chemise hawaïenne avait été rendu célèbre par l'émission qu'il présentait sur la chaîne Discovery Channel aux États-Unis puis en France : American Hot Rod.
C'est Boyd Coddington qui a formé, entre autres, des élèves comme Chip Foose.
Parmi les voitures les plus connues de sa prolifique carrière, on peut citer la Cadzilla, réalisée à la demande de Billy Gibbons, meneur du group ZZ Top et grand connaisseur de hot rods, la série des Boydsters, la Whatthehaye, le triptyque des Aluma, réalisées en aluminium, la matière favorite de l’artiste, la Lead Zephyr, sans oublier l'Impala 59 (pour Johnny Hallyday).
Il meurt le 27 février 2008 à l'âge de 63 ans.